# Пассажирооборот
Пассажирооборо́т — показатель отражения объёма перевозок пассажиров в пассажиро-километрах и исчисляется как произведение количества пассажиров на расстояние перевозок по каждому виду транспорта.
Термин более показателен для оценки эффективности того или иного транспорта, чем количество перевезённых пассажиров, но не даёт понимания о скорости этой перевозки и её прибыльности.
Рассчитывается пассажирооборот каждого конкретного транспортного предприятия.
Употребляются также понятия пассажирооборота на каждом направлении (по парному рейсу) в течение определённого срока, пассажирооборота станции, пристани, аэропорта. В таких случаях пассажирооборот определяется, как количество пассажиров, прошедших через терминал (и отбывающих, и прибывающих), либо воспользовавшимся рейсом (рейсами на данном направлении) без учёта километража перевозки.
В 2015 году в России наметилась тенденция к уменьшению пассажирооборота следующих видов транспорта:
|                   | 2014  | 2015  | 2015 в % к 2014 |
| Автобусный        | 127,1 | 126,3 | −0,6 %          |
| Внутренний водный | 0,5   | 0,5   | 0,0 %           |
| Воздушный         | 241,4 | 226,8 | −6,0 %          |
| Железнодорожный   | 130   | 120,6 | −7,2 %          |
| Метрополитены     | 45,4  | 44,6  | −1,8 %          |
| Морской           | 0,07  | 0,1   | 42,9 %          |
| Таксомоторный     | 0,3   | 0,3   | 0,0 %           |
| Трамвайный        | 5     | 4,8   | −4,0 %          |
| Транспорт — всего | 556,2 | 530   | −4,7 %          |
| Троллейбусный     | 6,4   | 6     | −6,3 %          |